# Partit Socialista Obrer Espanyol
El Partit Socialista Obrer Espanyol (en castellà: Partido Socialista Obrero Español, PSOE) és el partit polític més antic d'Espanya en actiu. Actualment, des de 1974, s'autodefineix com un partit socialdemòcrata. És el partit que governa actualment amb la presidència de Pedro Sánchez.
Forma part del Partit Socialista Europeu i de la Internacional Socialista.

## Ideologia
El propòsit era representar els interessos de les noves classes treballadores nascudes de la revolució industrial i ha estat canviant la seva base teòrica des de la seva fundació, adaptant-se a les circumstàncies històriques de l'entorn europeu i estatal. En la il·legalitat durant tot el franquisme, va ser dels últims partits socialistes europeus a abandonar les tesis marxistes (Congrés de 1979), de la mà del llavors secretari general Felipe González Márquez, per la qual cosa s'emmarcà ideològicament amb la resta de partits socialistes i socialdemòcrates d'Europa occidental en el si del seu gir vers un liberalisme social o progressista.
El PSOE ha tingut històricament forts vincles amb la Unió General de Treballadors (UGT). Durant un temps, la pertinença a la UGT era un requisit per a l'adhesió al PSOE. Però des de la dècada de 1980, UGT ha criticat sovint les polítiques econòmiques del PSOE, fins i tot convocant diverses vagues generals contra els governs del PSOE el 14 de desembre de 1988, el 28 de maig de 1992, el 27 de gener de 1994 i el 29 de setembre de 2010, totes juntament amb CCOO. Els sindicats i l'esquerra han criticat sovint les polítiques econòmiques del PSOE pel seu caràcter liberal, han denunciat les polítiques de desregulació i generalització del treball precari i temporal, retallades de les prestacions socials, com ara l'atur i la jubilació, i les privatitzacions de grans empreses i serveis públics.

## Història del PSOE

### Els seus inicis
Es fundà clandestinament a la taverna Casa Labra de Madrid, el 2 de maig de 1879, al voltant d'un nucli d'intel·lectuals i obrers, fonamentalment tipògrafs, encapçalats per Pablo Iglesias. El PSOE fou el segon partit socialista i obrer que es fundà en el món (només l'SPD alemany és anterior), celebrant el seu primer Congrés a Barcelona l'agost del 1888.
Des dels seus inicis, el PSOE va estar estretament vinculat a la Unió General de Treballadors, creada el 1888 com una federació sindical formalment autònoma, que actuava com aliada del PSOE en el si del moviment obrer.
El març de 1886 inicià la publicació d'El Socialista. El 1904 es creà les Joventuts Socialistes.
El 1910, el PSOE va obtenir per primera vegada un escó al Congrés dels Diputats, en la persona del seu fundador, Pablo Iglesias, que es va convertir així en el primer representant del moviment obrer espanyol a obtenir l'acta de diputat.

Va encapçalar junt a UGT el moviment vaguístic d'agost de 1917.
Com la resta de partits socialistes marxistes europeus, el PSOE es va veure afectat per la coneguda com crisi de les Internacionals, que va separar comunistes i socialistes en partits diferents i enfrontats entre si. El 1919, el Congrés del PSOE va estudiar la possibilitat d'abandonar la II Internacional (socialista) i integrar-se en la nova Internacional Comunista, o III Internacional, liderada pel Partit Comunista de la Unió Soviètica, però en decidir no canviar d'Internacional va provocar l'escissió del PCE.

### La Dictadura de Primo de Rivera i la Segona República
El PSOE va romandre en la legalitat durant la dictadura del General Miguel Primo de Rivera (1923-1930). Tot i que no fou un dels signants del Pacte de Sant Sebastià (tan sols alguns dirigents a títol personal s'hi adscrigueren), més endavant hi donà el seu suport per enderrocar la dictadura de Primo de Rivera i instaurar la Segona República espanyola, a la qual va liderar durant la Guerra Civil.
Partit més votat en les eleccions generals de juny de 1931 (dins la coalició electoral "Conjunció Republicano-Socialista"), en les eleccions generals del 16 de febrer del 1936, els socialistes van formar part de la coalició electoral Front Popular, juntament amb comunistes (PCE i Partit Obrer d'Unificació Marxista (POUM)), republicans (Izquierda Republicana) i altres forces d'esquerres. Aquesta coalició es feu amb la majoria absoluta a les Corts espanyoles, el que va dur a la formació d'un nou govern, integrat per republicans, amb Manuel Azaña com a president del govern.

### El PSOE sota el franquisme
Després de la Guerra Civil, el PSOE, com la resta de partits, va ser il·legalitzat i els seus béns confiscats. L'organització del PSOE va ser desmantellada pel règim, que entre 1939 i 1953, va arribar a arrestar fins a sis Comissions Executives. Aquesta situació va provocar que la Comissió Executiva del partit s'hagués de traslladar a Tolosa de Llenguadoc, amb la qual cosa, el PSOE va quedar dividit entre el partit a l'exili i el partit a dins d'Espanya.
El fet que es mantinguessin les divisions internes heretades de l'etapa anterior va debilitar la capacitat del PSOE per a reorganitzar les seves forces i desenvolupar una oposició eficaç al règim de Franco.
La darrera fase del procés de renovació del PSOE va tenir lloc en el Congrés de Suresnes (França) (1974), en el qual Felipe González fou escollit Secretari General, en substitució de l'històric Rodolfo Llopis Ferrándiz. Aquests canvis en la direcció van acabar provocant la divisió del partit entre el PSOE-històric, lleial a Llopis, i el PSOE Renovat, format principalment per socialistes de dins d'Espanya i joves militants a l'exili. Tots dos afirmaven ser el legítim PSOE. Finalment, la Internacional Socialista va reconèixer com a legítim partit socialista al PSOE Renovat.
El PSOE, que malgrat el seu caràcter de partit històric havia estat una força molt menor en l'oposició al franquisme, comparada amb el Partit Comunista, rebé suports internacionals importants, com el dels cancellers socialdemòcrates alemanys Willy Brandt i Helmut Schmidt, que donaren a través de la fundació Friederich Ebert un important suport “financer, logístic i d'entrenament”. Els contactes amb les autoritats alemanyes van permetre que la policia i els serveis secrets franquistes permetessin a dirigents com Felipe González, Alfonso Guerra, Enrique Múgica, Eduardo López Albizu, Nicolás Redondo, Ramón Rubial o Pablo Castellano, llibertat de moviments i l'entrada i sortida del país. Els obriren la porta als ambaixadors de la resta de governs europeus, i afavoriren els sectors més moderats "apartant els més reacis l'entrada de l'Estat espanyol a la CEE i l'OTAN sense condicions". Segons A. Gacia Trevijano, Schmidt i Brandt intercediren davant Henry Kissinger, secretari d'Esatt dels EUA per què aquest donés suport al PSOE de cara a la propera transició.

### La restauració democràtica
El desembre de 1976, el PSOE va celebrar el seu primer Congrés a Espanya des de la Guerra Civil. Felipe González va ser ratificat en el seu càrrec de Secretari General, mentre que Ramón Rubial Cavia era escollit President del partit. L'any següent, al mes de febrer, el partit fou legalitzat.
El suport econòmic de la socialdemocràcia alemanya mitjançant la Fundació Friederich Ebert li permeté obrir seus en 27 capitals provincials, malgrat comptar aleshores amb només 7733 afiliats i tenir escassa presència a la majoria de províncies, en comparació amb el PCE. Els assessors alemanys reforçaren l'ala més moderada de González en front als històrics, i guiaren al campanya del partit cap a un discurs que oblidés el passat i la dictadura i qualsevol temptativa de ruptura, considerant que la majoria dels espanyols "no volien canvis en el sistema econòmic, estaven fascinats per Europa i, a causa dels records traumàtics de la guerra civil, temien qualsevol conflicte polític ".
El 15 de juny del 1977 es varen celebrar les primeres eleccions democràtiques des de la mort del dictador. Contra tot pronòstic, el PSOE va ser el segon partit més votat a les eleccions al Congrés dels Diputats, amb el 29,32% dels vots i 118 diputats. La distància del PSOE respecte del Partit Comunista d'Espanya, que només va aconseguir el 9,33% dels vots i 19 escons, va ser tota una sorpresa, atès que el PCE comptava amb una organització molt més forta, i havia estat un partit opositor molt més visible al llarg de la dictadura franquista. Els socialistes fins i tot van ser la força més votada en nou circumscripcions: Barcelona, València, Alacant, Astúries, Sevilla, Cadis, Còrdova, Jaén i Màlaga. Quant a les eleccions al Senat, els socialistes hi van obtenir 47 escons, si bé els 12 senadors catalans no van seure en el grup parlamentari socialista sinó en el grup Entesa dels Catalans.
L'any 1978, el Partit Socialista Popular, presidit per Enrique Tierno Galván, es va integrar en el PSOE. A les eleccions del 1977, el PSP havia obtingut 6 diputats i 2 senadors en coalició amb altres formacions socialistes d'àmbit regional.
L'establiment de seccions locals del partit, juntament amb la preparació per a les eleccions municipals, requeria una gran logística humana i un gran esforç econòmic, que el PSOE va poder afrontar amb el suport de la Fundació Friedrich Ebert, tant financer com en forma de cursos per als candidats a alcaldes i regidors, amb organismes com el Centre d'Estudis de l'Administració, finançat pels alemanys fins a l'any 1983. En les eleccions locals de 1979, el PSOE  obtingué dos terços dels ajuntaments de l'Estat, en molts casos amb el suport de forces d'esquerres.
A les següents eleccions generals, celebrades el març de 1979, i que eren les primeres després de l'aprovació de la Constitució, el PSOE va tornar a ser la segona força més votada. En les eleccions municipals del mateix any, aconseguí governar a 1.100 municipis, dels quals en 1.039 requerí un pacte amb el PCE. Els seus resultats no van millorar gaire respecte de les eleccions del 1977, va obtenir el 30,4% dels vots i 121 diputats. Això sí, va aconseguir ser la candidatura més votada en quatre províncies més: Madrid, Tarragona, Girona i Múrcia. Aquest estancament va provocar interpretacions diverses sobre l'estratègia que havia de seguir el partit. La direcció considerava que era una mostra de què la coexistència dels dos estils, el radical i el moderat, feia impossible que el PSOE obtingués el suport electoral suficient per a guanyar les eleccions.
En el XXVIIIè Congrés, celebrat a Madrid el maig de 1979, el partit va rebutjar la pretensió del seu Secretari General de retirar la definició marxista del PSOE. Felipe González va dimitir del seu càrrec i una gestora dirigida per José Federico de Carvajal es va fer càrrec de la direcció del partit fins al Congrés Extraordinari que se celebrà el setembre del mateix any. En aquest Congrés Extraordinari, el PSOE va renunciar al marxisme com a ideologia oficial del partit, tot conservant-lo com a instrument crític i teòric, alhora que Felipe González tornava a la Secretaria General.

### El PSOE en el govern (1982-1996)

#### La primera legislatura (1982-1986)
L'any 1982, el PSOE va guanyar per primer cop unes eleccions generals. El PSOE va obtenir la majoria absoluta d'escons al Congrés dels Diputats, amb el 48,11% dels vots i 202 diputats amb el seu compromís de canviar-ho tot sense revolucionar res dins d'un projecte de regeneració de l'Estat i de la societat, i en conseqüència el seu líder, Felipe González Márquez, accedí a la presidència del govern.
En aquestes eleccions, el PSOE va aconseguir mobilitzar aquells que votaven per primera vegada, els electors que s'havien abstingut el 1979, i exvotants d'UCD i del PCE.
Aquests comicis van marcar l'inici d'una etapa de domini del PSOE a tots els nivells de govern. Així, l'any següent el PSOE guanyà les eleccions municipals amb el 42,7% dels vots, mentre que Alianza Popular aconseguia el 25,9%. Els socialistes també van aconseguir la victòria a la majoria de comunitats autònomes que van celebrar eleccions el 1983. Varen aconseguir la majoria absoluta a set comunitats (Castella - la Manxa, Extremadura, Múrcia, País Valencià, Astúries, Madrid i la Rioja); i la majoria relativa a quatre (Navarra, Aragó, Castella i Lleó i Canàries).
El 23 de febrer de 1983, el govern socialista expropià els béns de Rumasa, com a mesura d'urgència per a evitar la fallida del major holding d'Espanya, i en agost va aprovar la Llei de Reforma Universitària, que va suposar l'actualització de la universitat espanyola i el final de les lluites del Professorat No Numerari.
El 1984, el govern del PSOE va confirmar la moratòria nuclear, prevista en el Pla Energètic Nacional de 1983, i que formava part del programa electoral socialista.
El 20 de juny de l'any 1985, i per primera vegada des de la reinstauració de la democràcia, es va convocar una vaga general. El sindicat convocant va ser Comissions Obreres, que volia així mostrar el seu desacord amb la reforma de les pensions encetada pel govern de Felipe González. Segons el mateix sindicat, la convocatòria de vaga va ser seguida per 4 milions de treballadors.

#### La segona legislatura (1986-1989)
Les eleccions del 1986 es caracteritzen per un marcat continuisme respecte de les eleccions del 1982. El PSOE aconseguí de nou la majoria absoluta al Congrés dels Diputats, amb el 44,06% dels vots i 184 escons.
El PSOE també va guanyar les eleccions municipals i autonòmiques del 1987, mantenint la condició de partit més votat a la majoria de comunitats autònomes.
Tot i que el partit s'havia oposat inicialment a l'OTAN, els líders del PSOE donen suport al manteniment Espanya dins de l'organització. El govern de González va organitzar i guanyar un referèndum sobre la qüestió el 1986, demanant un vot favorable. El govern va ser criticat per evitar els noms oficials de l'organització utilitzant termes com 'Aliança Atlàntica' no oficials. Un símbol d'aquest canvi d'opinió és Javier Solana que va fer campanya contra l'OTAN, però va acabar anys més tard sent el seu secretari general.
Durant aquesta legislatura van tenir lloc les primeres eleccions al Parlament Europeu des de l'entrada d'Espanya a la CEE l'any 1986. Tant aquestes eleccions, celebrades el 1987, com les següents, celebrades el juny del 1989, van ser guanyades pel PSOE per majoria relativa.
L'any 1987 va començar amb nombroses mobilitzacions socials, essent de les més importants les vagues i manifestacions dels estudiants contra la política educativa del govern socialista. El març d'aquell mateix any, Alianza Popular va presentar una moció de censura contra el govern de Felipe González, proposant com a candidat a la presidència el nou president del partit, Antonio Hernández Mancha. La moció va ser sotmesa a votació el 30 de març, rebutjant-se per 195 vots en contra, 67 a favor i 71 abstencions.
Així mateix, va ser en aquesta legislatura que va tenir lloc la segona vaga general convocada contra la política econòmica dels governs socialistes. Aquest cop la convocatòria de vaga sí que va comptar amb el suport de la Unió General de Treballadors, que es va unir a CCOO en la protesta. Segons el diari Expansión, el 14 de desembre de 1988, 8 milions de treballadors van secundar la convocatòria dels sindicats contra la política econòmica i laboral del PSOE. Aquesta vaga va dur al posterior trencament dels lligams que unien al PSOE amb la UGT.

#### La tercera legislatura (1989-1993)
Les eleccions generals espanyoles de 1989 van ser les primeres en què el PSOE no va aconseguir la majoria absoluta al Congrés dels Diputats, atès que només va obtenir la meitat dels escons. Ara bé, gràcies al fet que els quatre diputats d'Herri Batasuna es neguen a prometre o jurar la Constitució els seus escons queden buits i es forma un Congrés amb 346 escons, on els 175 diputats socialistes sí que suposen la majoria absoluta de la Cambra. En aquesta legislatura el PSOE va donar suport als Estats Units en la Guerra del Golf (1991).

#### La quarta legislatura (1993-1996)
Les eleccions del 1993 varen ser les darreres que va guanyar el PSOE sota el lideratge de Felipe González i les primeres en què els socialistes van haver d'arribar a acords amb altres forces polítiques per a mantenir-se en el govern. Si bé alguns sectors del PSOE eren partidaris de pactar amb Esquerra Unida, alguns aspectes del programa de la coalició eren inacceptables per a Felipe González, com ara el seu rebuig a la política econòmica dels governs socialistes, o la seva desconfiança respecte del Tractat de Maastricht. Així, finalment, el PSOE va acabar pactant amb Convergència i Unió.
Durant aquesta legislatura, que es va caracteritzar per l'ambient de crispació permanent, el PSOE va perdre per primera vegada unes eleccions, les europees de 1994. En aquestes eleccions, el Partit Popular va treure gairebé 10 punts d'avantatge respecte del PSOE, alhora que Esquerra Unida i CiU aconseguien els seus millors resultats en unes eleccions al Parlament Europeu.
L'any vinent es van celebrar eleccions municipals i autonòmiques, essent també la victòria per al PP.

### El PSOE a l'oposició (1996-2004)

#### La primera legislatura a l'oposició
Les eleccions generals del 1996 van ser les primeres generals en què el partit més votat va ser el Partit Popular, que aconseguí 156 diputats, quinze més que el PSOE. En conseqüència, el PSOE va convertir-se en el principal partit de l'oposició al govern encapçalat per José María Aznar López.
És en aquesta primera legislatura a l'oposició que es produeix el relleu al capdavant del partit. En el trenta-quatrè Congrés, celebrat entre els dies 20 i 22 de juliol de 1997, Felipe González va renunciar a la Secretaria General del PSOE, essent substituït per Joaquín Almunia.
El 13 de juny del 1999, es varen celebrar eleccions al Parlament Europeu. Tot i recuperar part del vot perdut en els anteriors comicis i aconseguir 2 eurodiputats més, el PSOE, amb Rosa Díez com a cap de llista, va tornar a quedar per darrere del PP. Simultàniament, es van celebrar eleccions municipals i autonòmiques (aquestes últimes només en 13 de les 17 CCAA). El Partit Popular fou el partit més votat també en aquests comicis, però el PSOE va poder retallar distàncies. Els socialistes van mantenir els governs autonòmics que ja controlaven (Extremadura i Castella - la Manxa), alhora que aconseguien la victòria al Principat d'Astúries, comunitat on havien governat fins a les eleccions del 1995. Mercès als pactes postelectorals, el PSOE va guanyar el govern en dues comunitats on la força més votada havia estat el PP (l'Aragó i les Balears). Pactes similars es van adoptar a nivell local, el que va permetre als socialistes aconseguir les batllies de diverses capitals de província, com ara Sevilla, Saragossa, Granada, Almeria i Burgos, on el PP només disposava de majoria relativa.

#### Segona legislatura a l'oposició
Les eleccions generals del 2000 van ser les primeres en què el cap de llista no era Felipe González. Encara que en un principi el candidat havia de ser Josep Borrell, d'acord amb el resultat de les primàries celebrades el 28 d'abril de 1998, la dimissió d'aquest va fer que acabés sent candidat el secretari general Joaquín Almunia. En aquests comicis, el PSOE va obtenir el seu pitjor resultat en unes eleccions generals des de la dècada dels setanta, en aconseguir el 34,16% dels vots i 125 diputats. Per províncies, els socialistes només van ser la llista més votada en sis, quatre d'andaluses (Huelva, Sevilla, Granada i Jaén) i dues de catalanes (Barcelona i Tarragona).
Després de la victòria del PP en les generals de març del 2000, Almunia va dimitir. Aquell mateix any, el mes de juliol, es va celebrar el trenta-cinquè Congrés del partit, del qual en va sortir escollit secretari general el llavors desconegut diputat per Lleó José Luis Rodríguez Zapatero qui va guanyar per nou vots al seu rival més fort José Bono i a Matilde Fernández i Rosa Díez. Zapatero, que fou l'últim a exposar el seu programa, va començar el seu discurs amb un "...pues yo no creo que estemos tan mal" que va comportar forts aplaudiments de l'audiència. Aquesta frase feia referència al fet que els altres tres candidats havien exposat una visió catastròfica de la situació del partit.
Les primeres eleccions celebrades en el conjunt de l'Estat espanyol, des de l'elecció de Rodríguez Zapatero com a secretari general del PSOE, van ser les municipals i autonòmiques del 25 de maig del 2003. El PSOE va aconseguir la victòria -en vots- a les municipals, el que no succeïa des de les eleccions del 1991. Ara bé, el Partit Popular es va mantenir com la primera força política en nombre de regidors. Pel que fa a les autonòmiques, els socialistes van tornar a guanyar a les comunitats on ja eren la força més votada (Astúries, Extremadura i Castella - la Manxa). Així mateix, es van fer amb la majoria relativa a les Corts d'Aragó, on ja governaven des del 1999 gràcies al seu pacte amb el PAR i Izquierda Unida.

### El govern de José Luis Rodríguez Zapatero
En les eleccions generals del 2004 el PSOE, ara amb José Luis Rodríguez Zapatero al capdavant, guanyà les eleccions i recuperà el govern. En aquestes eleccions, el PSOE va aconseguir el 42,59% dels vots vàlids i 164 escons al Congrés dels Diputats. En nombres absoluts, les llistes del PSOE van rebre el suport de més d'onze milions de votants, xifra mai aconseguida anteriorment a Espanya. Per territoris, el PSOE va guanyar per majoria absoluta a les comunitats d'Andalusia i Extremadura, i per majoria relativa a Catalunya i l'Aragó. Així mateix, els socialistes també van ser la força més votada a les províncies d'Àlaba, Ciudad Real, Lleó i Santa Cruz de Tenerife.
Pel que fa al Senat, el resultat de les eleccions del 14 de març no va ser tan favorable per al PSOE, ja que el PP va ser de nou el partit amb més senadors. Per primera vegada, els resultats d'unes eleccions generals duien a la formació de majories parlamentàries diferents al Congrés i al Senat. Això és degut al fet que el Partit Popular, malgrat ser la segona opció més votada en el conjunt de l'Estat, va guanyar en més províncies que el PSOE, i al fet que la llei electoral atorga un mateix nombre de senadors per província (excepció feta dels dos arxipèlags). Tot plegat va dur a què el PP obtingués 102 senadors, per només 81 del PSOE.
Només tres mesos després de les generals, es van celebrar eleccions al Parlament Europeu, que va guanyar el PSOE, partit que no guanyava unes eleccions europees des del 1989. En aquests comicis, marcats per l'elevada abstenció, tant el PSOE com el PP van aconseguir els seus millors resultats -quant a percentatge de vots vàlids- en unes europees.
Des de la formació del govern de Rodríguez Zapatero l'any 2004 s'han succeït a Espanya tres referenda. D'aquests només un, el referèndum sobre la Constitució Europea, es va celebrar a tot l'Estat, car els altres dos van ser per a aprovar nous estatuts d'autonomia (Catalunya i Andalusia). En els tres casos va guanyar l'opció del Sí, que era la que defensava el PSOE, si bé en cap convocatòria es va arribar al llindar del 50% de participació. També s'ha procedit durant aquesta legislatura a la reforma dels estatuts d'autonomia del País Valencià (en vigor des de l'11 d'abril de 2006), de les Illes Balears (en vigor des del 2 de març de 2007), de l'Aragó (en vigor des del 23 d'abril del 2007) i de Castella i Lleó. Aquestes darreres reformes no van haver de ser sotmeses a referèndum per haver accedit les respectives comunitats a l'autonomia per l'article 143 de la Constitució. Així mateix, s'han iniciat els processos per a reformar els estatuts d'altres comunitats autònomes (Canàries i Castella - la Manxa).
Així mateix, s'han dut reformes legislatives en matèria de drets civils, amb l'aprovació del matrimoni entre persones del mateix sexe i de la Llei d'Identitat de Gènere. Aquesta última permet a les persones transsexuals canviar llur nom i sexe al Document Nacional d'Identitat sense necessitat d'operar-se.
El partit socialista va guanyar les eleccions generals espanyoles de 2008 aconseguint 169 escons, lluny de la majoria absoluta, i el Partit Popular n'obté 153. José Luis Rodríguez Zapatero va formar govern per segona vegada amb un Govern en minoria depenent dels pactes per tirar endavant els projectes i les lleis.

### Alfredo Pérez Rubalcaba
El 4 de febrer de 2012 Alfredo Pérez Rubalcaba va ser elegit nou secretari general, enfront de Carme Chacón, però arran dels «mals resultats sense pal·liatius» del PSOE a les eleccions al Parlament Europeu de 2014, deixà la secretaria general i Pedro Sánchez Pérez-Castejón fou escollit secretari general del PSOE en un congrés extraordinari en juliol de 2014 després amb el 48,7% dels suports enfront del 36,14% que va obtenir Eduardo Madina,.

### Pedro Sánchez Pérez-Castejón
Després de perdre les eleccions generals espanyoles de 2015 i 2016, i les eleccions a Galícia i Euskadi i la dimissió de bona part de l'executiva va dimitir, posant el partit en mans d'una gestora, recuperant la secretaria general en maig de 2017 després de la victòria per majoria absoluta a les primàries en les que es va enfrontar a Susana Díaz Pacheco i Patxi López.
L'1 de juny de 2018, Pedro Sánchez Castejón es convertí en el nou president d'Espanya després de la moció de censura presentada contra Mariano Rajoy, la primera que triomfava en la història de la democràcia. Durant aquest mandat va aprovar mesures com ara l'ampliació dels permisos de paternitat o la recuperació de la sanitat universal. Degut a no poder aprovar els pressupostos generals de l'Estat (PGE), va convocar eleccions generals pel 28 d'abril de 2019, que guanyà amb 123 escons i 57 de marge sobre el segon partit més votat, el Partido Popular (PP). La coalició Unides Podem, que havia passat a ser quarta força amb 42 escons, va esdevenir imprescindible per la governabilitat, i Podem, la força majoritària de la coalició va plantejar al PSOE la necessitat d'un Govern de coalició amb ministres de la coalició per posar en marxa les mesures acordades mentre Esquerra Unida, liderada per Alberto Garzón apostava per recolzar la investidura de Pedro Sánchez negociant un programa comú que es controlaria des del Congrés dels Diputats. El PSOE va fer una oferta a la baixa a Unides Podem, i les negociacions van fracassar coalició d'esquerres no reeixí a l'hora de nomenar un cap de govern repetint-se automàticament les eleccions mig any més tard d'acord amb la llei electoral, En aquestes el PSOE va tornar a ser, clarament, el guanyador (120 escons), però per la desmobilització de l'esquerra, el bloc progressista va retallar distàncies amb la dreta, tot i així, l'esquerra sumava majoria. Ràpidament, vist la pujada de la ultradreta, el PSOE i Unides Podem van pactar un govern de coalició per desbloquejar la situació gràcies al Pacte dels Sis amb el suport addicional de diversos partits regionalistes i l'abstenció d'ERC i EH Bildu.
En juny de 2025 va aparèixer a la llum pública un informe de la Unitat Central Operativa de la Guàrdia Civil en què es dibuixa tot un entramat de corrupció a partir d'adjudicacions a dit d'obres públiques que centralitzaven Santos Cerdán, José Luis Ábalos i Koldo García, provocant la dimissió de Santos Cerdán com a secretari d'Organització, rellevat al juliol de 2025 per Rebeca Torró Soler.

## Estructura i organització
El PSOE està implantat a tot l'Estat espanyol. Des del congrés de 1979, l'estructura del partit és federal. El màxim òrgan del partit és el congrés federal qui escull al secretari general i a la comissió executiva. Totes les federacions, una per comunitat autònoma més la federació europea i les agrupacions americanes tenen dret a vot al congrés, a excepció del Partit dels Socialistes de Catalunya qui en no ser una federació, sinó un partit federat al PSOE no té dret a vot, però sí que ha de tenir un membre del seu partit a la comissió executiva del PSOE, tal com marca l'acord de federació entre els dos partits.

### La Comissió Executiva Federal (CEF) i el Comitè Federal
El màxim òrgan federal entre congressos és el Comitè Federal, òrgan intern que dirigeix la política del partit, controla la gestió de la Comissió Executiva Federal (CEF), aprova les llistes electorals nacionals, i té potestat per a escollir el candidat a la Presidència del Govern, convocar Congressos Federals, Conferències Polítiques o eleccions per a designar candidats (eleccions primàries). El Comitè Federal es reuneix tres vegades l'any.
La Comissió Executiva Federal és la direcció federal del partit. Està formada pel president, el secretari general (vertader líder del partit), la Secretaria d'Organització, 11 secretaries d'àrea i 18 secretaries executives. Entre les seves tasques destaca la concreció de l'estratègia i l'acció política a desenvolupar pel partit i la coordinació entre les diferents estructures (grups parlamentaris, organismes del partit, federacions, etc.) del PSOE. La CEF es reuneix quinzenalment.

### Fundacions
Com la majoria de grans partits espanyols, el PSOE compta amb diverses fundacions i organitzacions afins que desenvolupen tasques d'investigació teòrica, cooperació internacional, documentació i anàlisi, entre d'altres.
- Fundación Jaime Vera. Creada el 1984, la seva activitat es dirigeix a la formació d'adults i la recerca en el terreny de la sociologia, la política i l'economia.
- Fundación Pablo Iglesias. Dirigida per Alfonso Guerra, s'encarga de conservar i difondre l'arxiu històric i el pensament socialista.
- Fundación Ramón Rubial. Centrada en el suport i defensa dels espanyols en l'exterior, així com la realització d'estudis sobre llur situació.
- Fundación Sistema. Dirigida per Alfonso Guerra, publica revistes d'anàlisi i pensament polític, com Sistema (especialitzada en sociologia) o Temas para el Debate (d'anàlisi i opinió política). També se centra en la recerca i publicació d'estudis i monogràfics sobre diferents temes d'actualitat.
- Solidaridad Internacional. ONG que centra la seva activitat en les àrees d'Hispanoamèrica, la Mediterrània i Àfrica, principalment.

## Resultats electorals

### II República
| Any  | Líder                | Coalició                     | Escons  | +/– | Govern            |
| ---- | -------------------- | ---------------------------- | ------- | --- | ----------------- |
| 1907 | Pablo Iglesias Posse | -                            | 0 / 404 | 0   | Extraparlamentari |
| 1910 | Pablo Iglesias Posse | Amb CRS                      | 1 / 404 | 1   | Oposició          |
| 1914 | Pablo Iglesias Posse | Amb CRS                      | 1 / 408 | 0   | Oposició          |
| 1916 | Pablo Iglesias Posse | Amb CRS                      | 1 / 409 | 0   | Oposició          |
| 1918 | Pablo Iglesias Posse | Amb Aliança de les Esquerres | 6 / 409 | 5   | Oposició          |
| 1919 | Pablo Iglesias Posse | Amb CRS                      | 6 / 409 | 0   | Oposició          |
| 1920 | Pablo Iglesias Posse | -                            | 4 / 409 | 2   | Oposició          |
| 1923 | Pablo Iglesias Posse | -                            | 7 / 409 | 3   | Oposició          |

### Segona República
| Any  | Líder                     | Coalició      | Escons    | +/– | Govern             |
| ---- | ------------------------- | ------------- | --------- | --- | ------------------ |
| 1931 | Francisco Largo Caballero | Amb CRS       | 116 / 470 | 109 | Coalició (1931–33) |
| 1931 | Francisco Largo Caballero | Amb CRS       | 116 / 470 | 109 | Oposició (1933)    |
| 1933 | Francisco Largo Caballero | -             | 59 / 473  | 57  | Oposició           |
| 1936 | Indalecio Prieto          | Front Popular | 99 / 473  | 40  | Oposició (1936)    |
| 1936 | Indalecio Prieto          | Front Popular | 99 / 473  | 40  | Coalició (1936–39) |

### Corts Generals
| Corts Generals |                              |            |            |           |         |           |       |                    |
| Any            | Líder                        | Congrés    | Congrés    | Congrés   | Congrés | Senat     | Senat | Govern             |
| Any            | Líder                        | Vots       | %          | Escons    | +/–     | Escons    | +/–   | Govern             |
| 1977           | Felipe González              | 5,371,866  | 29.32 (#2) | 118 / 350 | —       | 54 / 207  | —     | Oposició           |
| 1979           | Felipe González              | 5,469,813  | 30.40 (#2) | 121 / 350 | 3       | 69 / 208  | 15    | Oposició           |
| 1982           | Felipe González              | 10,127,392 | 48.11 (#1) | 202 / 350 | 81      | 134 / 208 | 65    | Majoria            |
| 1986           | Felipe González              | 8,901,718  | 44.06 (#1) | 184 / 350 | 18      | 124 / 208 | 10    | Majoria            |
| 1989           | Felipe González              | 8,115,568  | 39.60 (#1) | 175 / 350 | 9       | 107 / 208 | 17    | Minoria            |
| 1993           | Felipe González              | 9,150,083  | 38.78 (#1) | 159 / 350 | 16      | 96 / 208  | 11    | Minoria            |
| 1996           | Felipe González              | 9,425,678  | 37.63 (#2) | 141 / 350 | 18      | 81 / 208  | 15    | Oposició           |
| 2000           | Joaquín Almunia              | 7,918,752  | 34.16 (#2) | 125 / 350 | 16      | 60 / 208  | 21    | Oposició           |
| 2004           | José Luis Rodríguez Zapatero | 11,026,163 | 42.59 (#1) | 164 / 350 | 39      | 89 / 208  | 29    | Minoria            |
| 2008           | José Luis Rodríguez Zapatero | 11,289,335 | 43.87 (#1) | 169 / 350 | 5       | 96 / 208  | 7     | Minoria            |
| 2011           | Alfredo Pérez Rubalcaba      | 7,003,511  | 28.76 (#2) | 110 / 350 | 59      | 54 / 208  | 42    | Oposició           |
| 2015           | Pedro Sánchez                | 5,545,315  | 22.00 (#2) | 90 / 350  | 20      | 47 / 208  | 7     | Anticipades        |
| 2016           | Pedro Sánchez                | 5,443,846  | 22.63 (#2) | 85 / 350  | 5       | 43 / 208  | 4     | Oposició (2016–18) |
| 2016           | Pedro Sánchez                | 5,443,846  | 22.63 (#2) | 85 / 350  | 5       | 43 / 208  | 4     | Minoria (2018–19)  |
| Abr. 2019      | Pedro Sánchez                | 7,513,142  | 28.67 (#1) | 123 / 350 | 38      | 123 / 208 | 81    | Anticipades        |
| Nov. 2019      | Pedro Sánchez                | 6,792,199  | 28.00 (#1) | 120 / 350 | 3       | 93 / 208  | 30    | Coalició           |
| 2023           | Pedro Sánchez                | 7,821,718  | 31.68 (#2) | 121 / 350 | 1       | 72 / 208  | 21    | Coalició           |

### Parlament Europeu
| Eleccions al Parlament Europeu | Eleccions al Parlament Europeu | Eleccions al Parlament Europeu | Eleccions al Parlament Europeu | Eleccions al Parlament Europeu | Eleccions al Parlament Europeu | Eleccions al Parlament Europeu | Eleccions al Parlament Europeu | Eleccions al Parlament Europeu |
| Any                            | Candidat                       | Vots                           | +/–                            | %                              | +/–                            | Escons                         | +/–                            |                                |
| ------------------------------ | ------------------------------ | ------------------------------ | ------------------------------ | ------------------------------ | ------------------------------ | ------------------------------ | ------------------------------ | ------------------------------ |
| 1987                           | Fernando Morán                 | 7,522,706                      |                                | 39.06 (#1)                     |                                | 28 / 60                        | —                              |                                |
| 1989                           | Fernando Morán                 | 6,275,552                      |                                | 39.57 (#1)                     |                                | 27 / 60                        | ▼ 1                            |                                |
| 1994                           | Fernando Morán                 | 5,719,707                      |                                | 30.79 (#2)                     |                                | 22 / 64                        | ▼ 5                            |                                |
| 1999                           | Rosa Díez                      | 7,477,823                      |                                | 35.33 (#2)                     |                                | 24 / 64                        | ▲ 2                            |                                |
| 2004                           | Josep Borrell                  | 6,741,112                      |                                | 43.46 (#1)                     |                                | 25 / 54                        | ▲ 1                            |                                |
| 2009                           | Juan Fernando López Aguilar    | 6,141,784                      |                                | 38,78 (#2)                     |                                | 23 / 54                        | ▼ 8                            |                                |
| 2014                           | Elena Valenciano               | 3,614,232                      |                                | 23,01 (#2)                     |                                | 14 / 54                        | ▼ 9                            |                                |
| 2019                           | Josep Borrell                  | 7,369,789                      |                                | 32,86 (#1)                     |                                | 21 / 54                        | ▲ 7                            |                                |
| 2024                           | Teresa Ribera                  | 5.261.293                      | ▼ 2.108.496                    | 30,18 (#2)                     | ▼ 2,18                         | 20 / 61                        | ▼ 1                            |                                |

## Líders

### Presidència
Informació actualitzada per un bot. Els canvis manuals es perdran quan s'actualitzi!
| Número | Imatge | Nom                          | Inici del mandat | Fi del mandat | Dades a Wikidata              |
| ------ | ------ | ---------------------------- | ---------------- | ------------- | ----------------------------- |
| 1      |        | Pablo Iglesias Posse         | 25-08-1888       | 09-12-1925    | Modifica les dades a Wikidata |
| 2      |        | Julián Besteiro Fernández    | 09-12-1925       | 01-04-1931    | Modifica les dades a Wikidata |
| 3      |        | Remigio Cabello Toral        | 01-04-1931       | 12-10-1932    | Modifica les dades a Wikidata |
| 4      |        | Francisco Largo Caballero    | 12-10-1932       | 01-12-1935    | Modifica les dades a Wikidata |
| 5      |        | Ramón González Peña          | 01-01-1936       | 01-01-1944    | Modifica les dades a Wikidata |
| 6      |        | Enrique de Francisco Jiménez | 01-01-1944       | 01-01-1947    | Modifica les dades a Wikidata |
| 7      |        | Indalecio Prieto Tuero       | 29-03-1948       | 01-04-1951    | Modifica les dades a Wikidata |
| 8      |        | Trifón Gómez San José        | 01-04-1951       | 01-01-1955    | Modifica les dades a Wikidata |
| 9      |        | Pascual Tomás Taengua        | 01-01-1964       | 01-01-1967    | Modifica les dades a Wikidata |
| 10     |        | Ramón Rubial Cavia           | 01-01-1967       | 01-01-1970    | Modifica les dades a Wikidata |
| 11     |        | Ramón Rubial Cavia           | 01-01-1976       | 01-01-1979    | Modifica les dades a Wikidata |
| 12     |        | Ramón Rubial Cavia           | 01-01-1979       | 01-01-1999    | Modifica les dades a Wikidata |
| 13     |        | Manuel Chaves González       | 01-01-2000       | 05-02-2012    | Modifica les dades a Wikidata |
| 14     |        | José Antonio Griñán Martínez | 05-02-2012       | 27-07-2014    | Modifica les dades a Wikidata |
| 15     |        | Micaela Navarro Garzón       | 27-07-2014       | 28-09-2016    | Modifica les dades a Wikidata |
| 16     |        | Cristina Narbona Ruiz        | 18-06-2017       |               | Modifica les dades a Wikidata |

### Secretaria general
Informació actualitzada per un bot. Els canvis manuals es perdran quan s'actualitzi!
| Número | Imatge | Nom                          | Inici del mandat | Fi del mandat | Dades a Wikidata              |
| ------ | ------ | ---------------------------- | ---------------- | ------------- | ----------------------------- |
| 1      |        | Ramón Lamoneda Fernández     | 01-01-1936       | 01-01-1944    | Modifica les dades a Wikidata |
| 2      |        | Rodolf Llopis Ferrándiz      | 01-01-1944       | 01-01-1972    | Modifica les dades a Wikidata |
| 3      |        | Felipe González Márquez      | 13-10-1974       | 20-05-1979    | Modifica les dades a Wikidata |
| 3      |        | Felipe González Márquez      | 28-09-1979       | 21-06-1997    | Modifica les dades a Wikidata |
| 4      |        | Joaquín Almunia Amann        | 22-06-1997       | 12-03-2000    | Modifica les dades a Wikidata |
| 5      |        | Q41395                       | 22-07-2000       | 04-02-2012    | Modifica les dades a Wikidata |
| 6      |        | Alfredo Pérez Rubalcaba      | 04-02-2012       | 26-07-2014    | Modifica les dades a Wikidata |
| 7      |        | Pedro Sánchez Pérez-Castejón | 26-07-2014       | 01-10-2016    | Modifica les dades a Wikidata |
| 7      |        | Pedro Sánchez Pérez-Castejón | 18-06-2017       |               | Modifica les dades a Wikidata |

## Membres històrics més destacats
- Besteiro, Julián
- De los Ríos, Fernando
- González Márquez, Felipe
- Guerra, Alfonso
- Iglesias Posse, Pablo
- Meabe, Tomás
- Negrín, Juan
- Largo Caballero, Francisco
- Llopis, Rodolfo
- Prieto, Indalecio
- Rodríguez Ibarra, Juan Carlos
- Rubial, Ramón
- Vera, Jaime